# Étienne Jourde
Pour les articles homonymes, voir Jourde.
Étienne Jourde, né le 13 août 1891 à Paris et mort le 20 octobre 1921 à Bordeaux, est un footballeur international français.

## Biographie

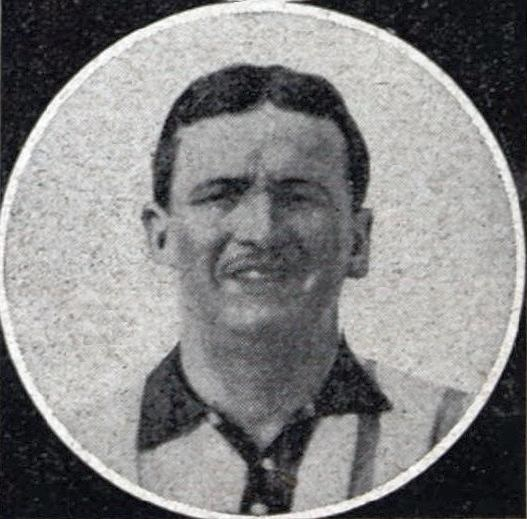
Jourde en 1914.

Étienne Jourde, né le 13 août 1891 dans le 13e arrondissement de Paris, est le fils de Baptiste Jourde et Marie Comte, domiciliés dans la capitale, au 24 rue du Moulin-des-Prés. Parallèlement à sa carrière de footballeur Étienne Jourde exerce la profession de photograveur.
Son poste de prédilection est attaquant. Il compte huit sélections en équipe de France, France-Belgique à Gentilly au stade de la FGSPG en 1910, Angleterre amateur-France au stade Goldstone Ground à Brighton en 1910, Italie-France au Arena Civica à Milan en 1910, Belgique-France à Bruxelles au stade Vorstraat en 1911, Italie-France à Turin au stade Campo Torino en 1912, France-Belgique à Lille au stade Route de Dunkerque en 1914, France-Suisse au stade de stade de Paris à Saint-Ouen en 1914, Hongrie-France à Budapest au Üllöi Ut en 1914.
Étienne Jourde est appelé sous les drapeaux à l'occasion de la Première Guerre mondiale en tant que conscrit de la classe 1912. Il intègre le 19e bataillon de chasseurs à pied le 2 août 1914 et est blessé à la cuisse droite à deux reprises (21 août 1914 et 21 février 1916) ce qui provoque son basculement dans l'aviation. Il meurt le 20 octobre 1921 à l'hospice Pellegrin de Bordeaux puis est enterré à Arcachon,.